# Ossenisse
Ossenisse est un village appartenant à la commune néerlandaise de Hulst, situé dans la province de la Zélande, en Flandre zélandaise. En 2009, le village comptait 342 habitants.
Ossenisse a été une commune indépendante jusqu'au 1er juillet 1936. À cette date, Ossenisse fusionne avec Boschkapelle, Stoppeldijk et Hengstdijk pour former la nouvelle commune de Vogelwaarde.